# 宣道中學
宣道中學（英語：Christian Alliance College）為香港屯門區一所津貼中學，於1965年創立，1992年起遷入現址。此校曾同時設有日、夜校，現時僅前者仍在辦學。

## 歷史
為方便同系九龍塘宣道小學小六生升學，中華宣道會自1958年起向政府申建中學。至1962年，該會獲批出位於九龍土瓜灣富寧街2號的舊校舍用地，並於三年後開辦此校。至1970年，宣道中學除常規中學課程外，再增設「宣道工業管理專科學校」，同步提供成人教育。其後，此校於1979–82年間，獲准逐步轉為津貼中學。
由於原有校舍空間嚴重不足，此校於1988年申請遷校，隨後獲批出現址校舍，並於1992–96年間逐步遷入；舊校舍學生則仍照舊就讀，但於1994/95學年起升讀中六學生，則須轉至同系宣道會鄭榮之中學，或同區的五旬節中學及迦密中學。
自1998年起，因此校不符合繼續以英語授課的標準，需按照同年推出的「母語教學」政策，全面改用中文授課。

## 歷屆行政人員

### 校監

#### 日校
- 陳偉昌 先生[5]
- 陳炳豫 先生
- 彭孝廉 先生[6]
- 吳添揚 先生

#### 夜校
- 卓明達 先生
- 徐慈曾 先生

### 校長

#### 日校
- 梁浩然 長老（1965年–1971年，創校校長）
- 龐建新 先生（1973年）
  - 胡炳昭 先生（1973年–1976年，署任校長）
- 黃應銘 先生（1976年–1977年）
- 黃謂儒 先生（1977年–1988年，進修一年後轉職至禮賢會彭學高紀念中學）
  - 張劉文昭 女士[7]（1988年–1990年，署任校長）
- 陳志威 先生（1990年–2004年，後轉職至他校）
  - 關德培 先生（1992年–1996年，舊校舍署任校長）
- 潘永邦 先生[8]（2004年–2016年）
- 吳聲展 先生（2016年起，現任校長）

#### 夜校
- 王文敦 先生[2]
- 譚國治 先生[9]

## 組織及課外活動

### 四社
● 司布真社（Spurgeon）、● 慕迪社（Moody）、● 衛斯理社（Wesley）、● 路德社（Luther）

### 學科學會
有電腦學會、設計與科技學會、家政學會、美術學會、體育學會及音樂學會等。

### 文康活動
有攝影學會、棋藝學會、圍棋學會、舞蹈學會、陶藝學會、雅蘭閣。

### 其他
校內及校外的服務隊伍有公益少年團、紅十字會青年團、女童軍、男童軍、義工兵團、少年警訊、風紀隊、學兄學姊、生涯規劃大使、資訊科技風紀、校園電視台、圖書館風紀隊、Youth Power、德公大使、課外活動服務小組、音響小組、宣中校園大使及學生會等。

## 校友
教育、宗教界
- 李榮安：前香港教育大學副校長
- 葉信德（1975年中五）：前中華基督教會蒙民偉書院校長
- 葉敬德：香港浸會大學榮休校牧，前宗教及哲學系副教授
- 楊家正：香港大學社會工作及社會行政學系高級顧問(教授)
- 江耀全（1968年中五）：已故香港浸信會神學院院長
- 何鏡煒：前香港浸會大學輔導長
- 余錦波：香港理工大學通識教育中心總監
- 吳庶深：國立臺北護理健康大學育成中心生死與健康心理諮商系所副教授
- 麥兆光：宣道會葉紹蔭紀念小學校監
- 譚靜芝：建道神學院聖樂系主任
- 區祥江：中國神學研究院教授（輔導科）
- 曾康誠（Lori Tsang）：遵理學校中史及西史補習名師

演藝界
- 羅鎮岳：前香港無綫電視監製
- 詹瑞文（1982年中五）：劇場組合藝術總監、演員
- 陳亭嘉：前香港無綫電視女藝員
- 陳華國（1978年中三）：著名舞台服裝設計師[註 1]

商業、專業界
- 蔡汪浩：海皇國際有限公司執行董事
- 林炎南：前中銀香港副總裁
- 馮志威：羅兵咸永道會計師事務所資深合伙人，前會計師公會主席
- 古永亮：香港大學醫學院藥理系教授
- 余壽寧：昌興集團行政總裁、清真國際（中港澳）有限公司創辦人[12]

政治與公共事業界
- 郭雁萍（1975年中五）：前香港海關助理關長
- 許鎮德（1981年中五）：載通國際行政總監，前警務處助理處長（資訊系統），在雨傘運動期間擔任警察公共關係科總警司，在每日下午四點舉行新聞發佈會，因此被戲稱為「四點鐘許Sir」。
- 鄧家彪（1996年中五）：第七屆香港立法會議員（九龍東），前離島區議員（逸東邨北）
- 劉業添（1977年中五）：將軍澳醫院及靈實醫院行政總監
- 蔡若蓮（1985年中六）：資深教育工作者，教育局局長
- 高達斌（1972年中五）：香港政治人物[13]

傳媒及廣播界
- 蔡曉澄：無綫新聞記者
- 林芷彤：無綫電視財經節目主持人
- 麥之華（1972年中五）：香港唱片騎師[13]

## 外景場地
- 在2025年電影《不赦之罪》當中，有關主角校園生活及被欺凌的場面，均於此校各處取景。

## 圖片庫

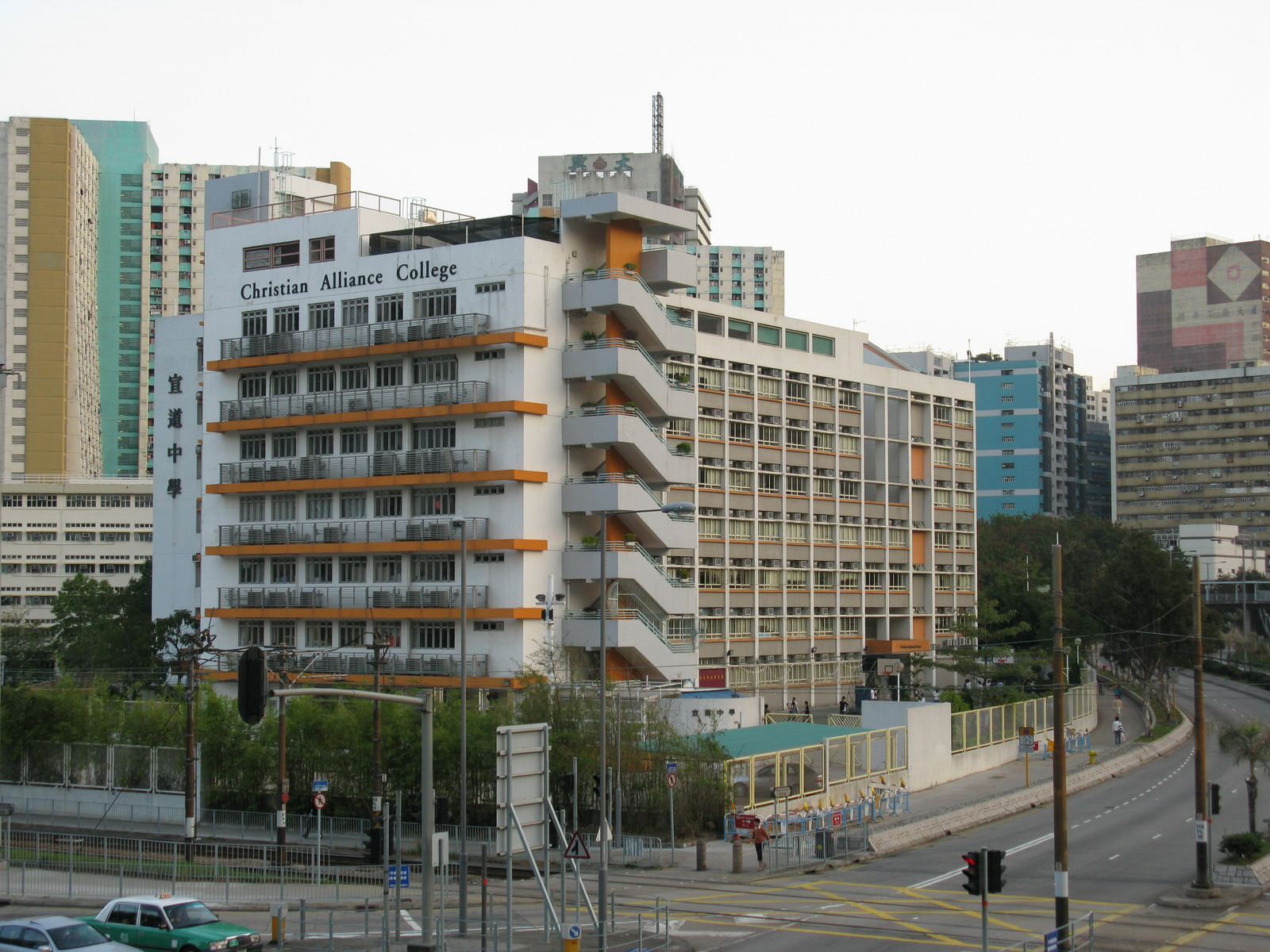
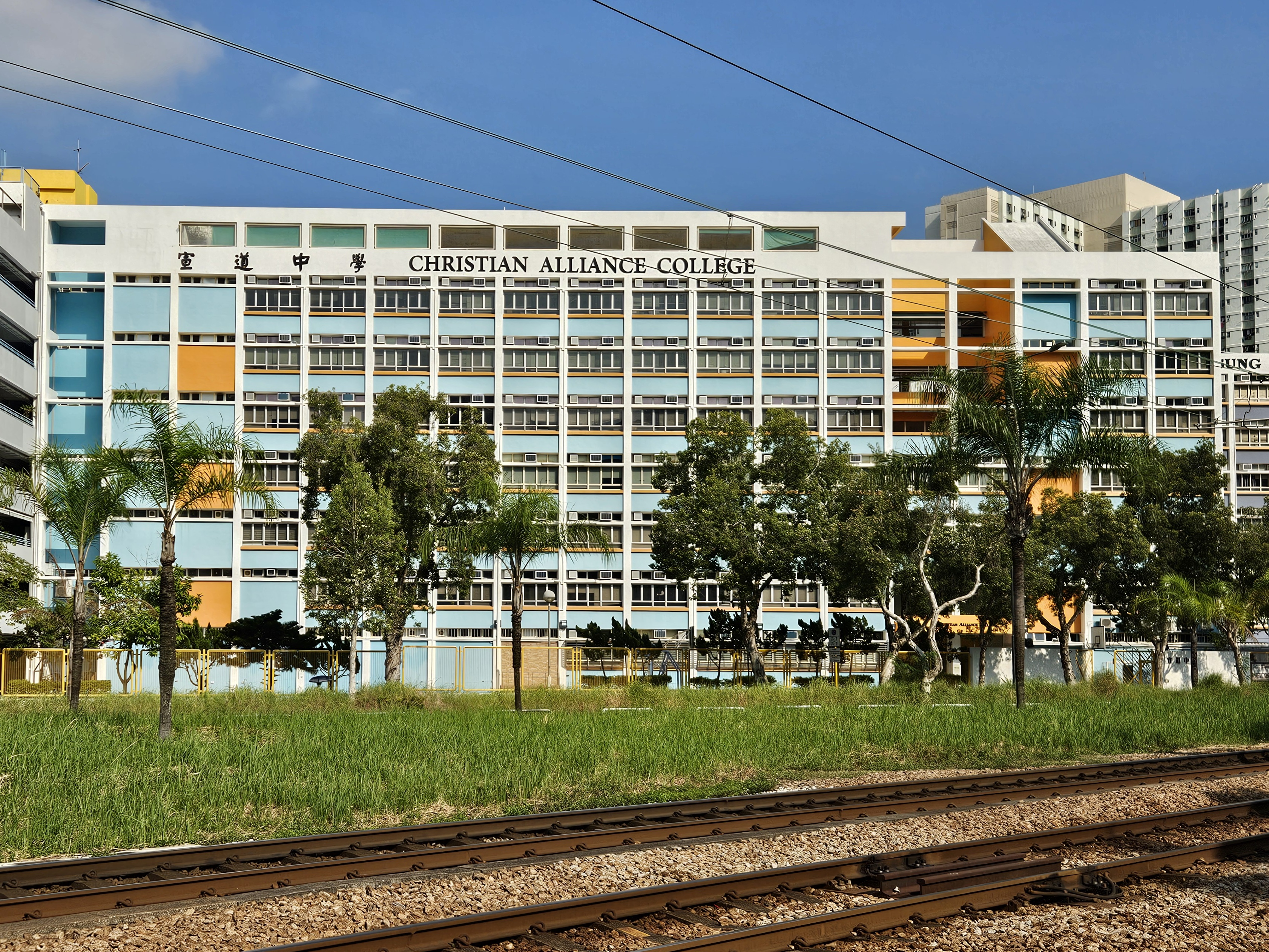